# Имплантант
Имплантант, имплант (енгл. Implant) или имплантат је медицински уређај произведен да замени недостајућу биолошкиу структуру, подржи оштећену биолошку структуру, или побољша функцију постојеће биолошке структуре. Медицински имплантанти су вештачки уређаји (апарати), за разлику од трансплантанта, који су трансплантирана биомедицинска ткива. Површина имплантанта која контактира са телом може бити направљена од специфичних биомедицинских материјала, као што је титанијум, силикон или апатит, све у зависности од тога који је од њих највише функционалан за одређену намену. У неким случајевима имплантант садрже електронику нпр. вештачки срчани пејсмејкер или ушни кохлеарни имплантант. Неке имплантанти су биоактивни, као што је нпр. леком обложен стент или имплантант у облику пилула за субкутано (поткожно) ослобађање лека.

## Примена
Према намени и начину примене имплантанти се могу сврстати у следеће групе:

### Сензорни и неуролошки имплантанти
Сензорни и неуролошки имплантанти користе се за лечење поремећаје који утичу на главна чул, мозак, као и за третман других неуролошких поремећаје. Они се углавном користе у лечењу стања као што су:
- Оштећења вида — катаракта, глауком, кератоконус и друга оштећења вида
- Оштећења слуха — отосклероза, болести средњег уха као што је упала средњег ува и друго
- Неуролошке болести — епилепсија, Паркинсонова болест и депресија резистентна на лечење.

У примере сензорних и неуролошке имплантанате спадају:
- интраокуларно сочиво, интрастромални прстенасти део рожнњаче,
- кохлеарни имплант,
- тимпаностомска цев
- неуростимулатор.[5][6]

### Кардиоваскуларни имплантанти
Кардиоваскуларни медицински имплантанти примењују се у случајевима када је нарушена функција срчаних залистака и других делова циркулацијског система. Ови имплантанти се у кардиологији могу користити за лечење стања као што су:
- срчана инсуфицијенција,
- срчана аритмија (вентрикуларна тахикардија),
- болест срчаног залистка,
- ангина пекторис и атеросклероза.

Примери кардиоваскуларних имплантантa укључују: 
- вештачко срце,
- вештачке срчане залистке,
- имплантабилни кардиовертер-дефибрилатор,
- срчани пејсмејкер
- коронарни стент.[5][6]

### Ортопедски имплантанти
Ортопедски имплантати помажу у ублажавању проблема са костима и зглобовима тела.  Користе се за лечење прелома костију, остеоартритиса, сколиозе, кичмене стенозе и хроничног бола. 
Примери укључују широк избор игала, шипки, шрафова и плоча које се користе за учвршћивање сломљених костију док зарастају.
Имплантанти на бази магнезијума са додатком цинка и калцијума тестирани су као потенцијални метални биоматеријали за биоразградиве медицинске имплантанте.
Пацијенте са ортопедским имплантатима имају ограничења за снимање магнетном резонанцом (МРИ) ради детаљног проучавања мишићно-скелетног система, јер под утицајем магнетног поља може доћи до миграције имплантанта, загревање металних имплантаната и изазивање термичког оштећење околних ткива и изобличењем МРИ снмка што утиче на резултате снимања. Студија ортопедских имплантата из 2005. године показала је да већина ортопедских имплантата не реагује на магнетна поља испод 1,0 Тесла.  Међутим, на 7,0 тесла, неколико ортопедских имплантата је показало значајну интеракцију са магнетним пољима МРИ, као што су петни и фибуларни имплантати.

### Електрични имплантанти
Електрични имплантати се користе за ублажавање болова код реуматоидног артритиса.  Електрични имплантат се уграђује у врат пацијената са реуматоидним артритисом и одатле шаље електричне сигнале до електрода у вагусном нерву.
Примена овог уређаја све више постаје алтернатива лечењу пацијената са реуматоидним артритисом током целог живота.

### Контрацептивни имплантанти
Контрацептивни имплантати се првенствено користе за спречавање нежељене трудноће и лечење стања као што су непатолошки облици менорагије. Примери укључују интраутерине уређаје на бази бакра и хормона.

### Козметички имплантанти
Козметички имплантати  (протетика) - покушавају да врате неки део тела у прихватљиву естетску норму. Користе се као:
- наставак мастектомије након операције рака дојке,

- као помагало за исправљање неких облика изобличења и модификовање тела (као код повећања задњице и браде).

Примери укључују имплантат дојке, протезу за нос, очну протезу и ињекциони филер.

### Остали органи и системи
Друге врсте дисфункције органа које могу се јавити у системима тела, укључујући гастроинтестинални, респираторни и уролошки систем, захтевају употребу одређене врсте имплантаната. Они се користе за лечење стања као што су:
- гастроезофагеална рефлуксна болест,
- гастропареза,
- респираторна инсуфицијенција,
- апнеја у сну,
- уринарна и фекална инконтиненција,
- еректилна дисфункција.

Примери укључују имплантабилни стомачни стимулатор, стимулатор дијафрагматичног/френичног нерва, неуростимулатор, хируршку мрежицу, вештачки мокраћни сфинктер и имплантат пениса.

## Проблеми

### Отказ имплантанта
Многи примери отказивања имплантата укључују пукнуће силиконских имплантата дојке, зглобове који замењују кукове и вештачке срчане залистаке. Последице отказа имплантанта зависе од природе имплантата и његовог положаја у телу. Стога ће нпр. отказивање срчаног залиска вероватно угрозити живот појединца, док је отказивање имплантанта дојке или зглоба кука мање вероватно бити опасно по живот.
Уређаји уграђени директно у сиву материју мозга производе најквалитетније сигнале, али су склони накупљању ожиљног ткива, што доводи до тога да сигнал постаје слабији, или чак непостојећи, јер тело реагује на страни објекат у мозгу.
Да не би дошло до отказа имплантаната сви имплантабилни уређаји требало би да буду проверени, регистровани и праћени како би се кроз употребу пратила њихова ефикасност и безбедност пацијената на дужи рок.

### Уградња непровереног имплантанта
Током 2018. године, картотеке о имплантантима, у једном центру за истраживања открила је уградњу медицинских средства која нису сигурна и нису адекватно тестирана. У Великој Британији, професор Дерек Алдерсон, председник Краљевског колеџа хирурга, закључује:
...сви уређаји за имплантацију треба да буду регистровани и праћени како би се дугорочно надзирала ефикасност и сигурност пацијента.

## Галерија
- Пејсмејкер
- Леком обложен стент
- Зубни имплантант
- Лабораторијски пацов са имплантатом мозга, који је коришћен за снимање In vivo неуронске активности током одређеног задатка (дискриминација различитих вибрација). На овој слици научник храни соком јабуке пацова кроз пипету